# Dedrug Rinpoche
| Chinesische Bezeichnung |
| ----------------------- |
| Vereinfacht: 德珠活佛   |
| Pinyin:Dezhu huofo      |

Dedrug Rinpoche ist eine wichtige Inkarnationsreihe des Dragor- bzw. Dragkar-Kloster im Kreis Lhünzê (Lhüntse) von Shannan (Lhoka), das früher ein Kloster der Kadam-Schule war und heute ein Gelugpa-Kloster in Tibet ist.
Der gegenwärtige 6. Vertreter dieser Reihe, Jamyang Sherab Pelden ( 'jam dbyangs shes rab dpal ldan; 2005–) wurde 2010 inthronisiert. Der 5. Dedrug Rinpoche war Jampel Kelsang Gyatsho ( 'jam dpal bskal bzang rgya mtsho; 1934–2000).

## Liste der Dedrug Rinpoches
| # | Name                                                        | Lebensdaten |
| - | ----------------------------------------------------------- | ----------- |
| 1 | Lobsang Mönlam (blo bzang smon lam)                         |             |
| 2 | Lobsang Khyenrab Wangjor (blo bzang mkhyen rab dbang 'byor) |             |
| 3 | Lobsang Tenpe Drogmi (blo bzang bstan pa'i 'bro mi)         |             |
| 4 |                                                             |             |
| 5 | Jampel Kelsang Gyatsho ( 'jam dpal bskal bzang rgya mtsho)  | 1934–2000   |
| 6 | Jamyang Sherab Pelden ( 'jam dbyangs shes rab dpal ldan)    | 2005–       |